# Picanol
Picanol Group is een gediversifieerde industriële groep die wereldwijd actief is in verschillende segmenten: machines en technologie, landbouw, voeding, water management, het efficiënt hergebruiken van natuurlijke energiebronnen en andere industriële markten. Het is een Belgisch beursgenoteerd bedrijf met hoofdzetel in Ieper en productievestigingen in Azië en Europa. Wereldwijd werken meer dan 7.000 mensen voor Picanol Group. Zowel Picanol, Proferro, PsiControl en Melotte vallen onder Picanol Group. Sinds 1966 is Picanol beursgenoteerd aan Euronext Brussels. 

## Geschiedenis
Het bedrijf werd opgericht in 1936 door Charles Steverlynck als Weefautomaten Picañol NV.
In 1971 stelde Picanol de MDC tentoon, de eerste elektronisch gestuurde weefmachine. In 1989 werd Proferro NV een apart bedrijf onder Picanol Group. Ook in dat jaar werd Picanol gedeeltelijk eigenaar van wat toen nog Protronic was (nu PsiControl), en ook Melotte werd deel van Picanol Group in 1990. Drie jaar later kreeg Picanol het ISO 9001-certificaat als garantie voor de kwaliteit van zijn producten en diensten. 
In 2007 werden de nieuwe OptiMax-i- en GT-Max-grijperweefmachines gelanceerd en in 2009 maakte Luc Tack zijn intrede als meerderheidsaandeelhouder. Nog twee jaar later vierde Picanol Group haar 75ste verjaardag met de introductie van twee nieuwe producten: de OMNIplus Summum-luchtweefmachine en de positief geleide grijper. In 2012 investeerde Picanol Group in de verdere uitbouw van zijn wereldwijde sales- en servicesnetwerk, met onder meer een nieuw Indiaas hoofdkantoor en een nieuwe vestiging voor Picanol of America.
In juli 2013 tekenen Picanol Group en de Franse overheidsholding SNPE een bindende overeenkomst voor de verkoop van het belang van SNPE in Tessenderlo Chemie (later Tessenderlo Group), dat 27,6% van het aandelenkapitaal van het chemiebedrijf vertegenwoordigde. Ook in 2015 bleef Picanol Group inzetten op productontwikkeling en -vernieuwing om zijn hoogtechnologische activiteiten verder uit te bouwen. Zo vierde Picanol veertig jaar productie van grijperweefmachines met de wereldwijde lancering van de nieuwe OptiMax-i-grijpermachine, de snelste industrieel geproduceerde grijperweefmachine ter wereld. Daarnaast lanceerde Picanol twee nieuwe weefmachines voor het weven van badstoffen: de TerryMax-i (grijper) en de TERRYplus Summum (lucht). 
In november 2015 nam Picanol in Milaan met succes deel aan de 17de editie van ITMA, de belangrijkste vierjaarlijkse textielmachinevakbeurs ter wereld. Picanol lanceerde zijn nieuwste luchtweefmachine, de OmniPlus-i, op ITMA Barcelona in juni 2019. Met de introductie van de OmniPlus-i zette Picanol een nieuwe benchmark in luchtweefmachines.
In december 2015 werd een fusie tussen Picanol en Tessenderlo tot een industriële groep aangekondigd, maar in maart 2016 werd dit plan afgeblazen nadat het op verzet stuitte van bepaalde aandeelhouders.
Op 8 juli 2022 kondigden Picanol en Tessenderlo de intentie aan te fuseren. Aandeelhouders van Picanol zouden 2,43 aandelen van Tessenderlo Group krijgen voor ieder aandeel van Picanol dat ze bezitten. Enkel Tessenderlo Group zou dan nog op de beurs noteren. Het is de bedoeling om de transactie af te ronden tegen het einde van 2022.